# 阿尔金 (加依勒区)
阿尔金是吉尔吉斯斯坦楚河州加依勒区下辖的一个村。根据2009年吉尔吉斯共和国人口普查，全村人口为786人。